# Carlos Romero Marchent
Carlos Romero Marchent (Madrid, 22 de febrero de 1944 - 19 de agosto de 2013) fue un actor y ocasional director de cine, hermano menor de los también directores Joaquín y Rafael Romero Marchent. También ejerció como actor de doblaje de personajes secundarios.

## Biografía
Apareció en numerosas películas desde los doce años como actor infantil y juvenil, principalmente en papeles secundarios. Luego fue actor secundario en los spaghetti westerns y series televisivas dirigidas por sus hermanos (Cañas y barro), y también trabajó como actor de doblaje. 
Como director actuó en segundas unidades sin acreditar y él solo rodó Oficio de muchachos (1986).

## Filmografía

### Como actor
- 1956: Saeta rubia
- 1962: La venganza del Zorro
- 1962: Cabalgando hacia la muerte (El Zorro)
- 1963: El sabor de la venganza
- 1963: La chica del trébol
- 1964: Aventuras del Oeste
- 1965: Ocaso de un pistolero
- 1966: La muerte cumple condena
- 1968: ¿Quién grita venganza?
- 1969: El Zorro justiciero
- 1970: Arizona si scateno… e li fece fuori tutti!
- 1971: Un par de asesinos
- 1972: Condenados a vivir
- 1973: Un dólar de recompensa
- 1973: Disco rojo
- 1973: Santo contra el doctor Muerte
- 1975: El clan de los nazarenos

### Como director
- 1986: Oficio de muchachos.